# لئا (فیلم)
لئا (فرانسوی: Léa‎) یک فیلم درام اِروتیک به کارگردانی برونو رولان است که در سال ۲۰۱۱ منتشر شد.
این فیلم در جشنواره بین‌المللی فیلم شیکاگو در سال ۲۰۱۱ به‌نمایش درآمد.

## بازیگران
- آن آزوله
- اریک الموسنینو
- نینا رابرتس
- کارول فرانک